# Luuk Koopmans
Luuk Koopmans (født 18. november 1993) er en hollandsk målmand, født i Oss i Holland. Han er 1,90 meter høj.
Han startede sin karriere i ungdomsholdene først i RKSV Margriet, nummer to i Top Oss, som den sidste kom han til NEC, senere hen da han startede sin karriere blandt de store hold startede han i Oss 20, fra 2011 til 2012 så fra 2012 til 2015 i FC Oss, så kom han til PSV Eindhoven fra 2015 og han er stadig i PSV, men han har været lånt ud til MVV Maastricht, lige nu er han lånt ud til ADO Den Haag.
Han har spillet 20 kampe i Eredivisie i perioden 2019-2020 og 1 kamp i KNVB Cup.
 Der er for få eller ingen kildehenvisninger i denne artikel, hvilket er et problem. Du kan hjælpe ved at angive troværdige kilder til de påstande, som fremføres i artiklen.